# 二子山部屋

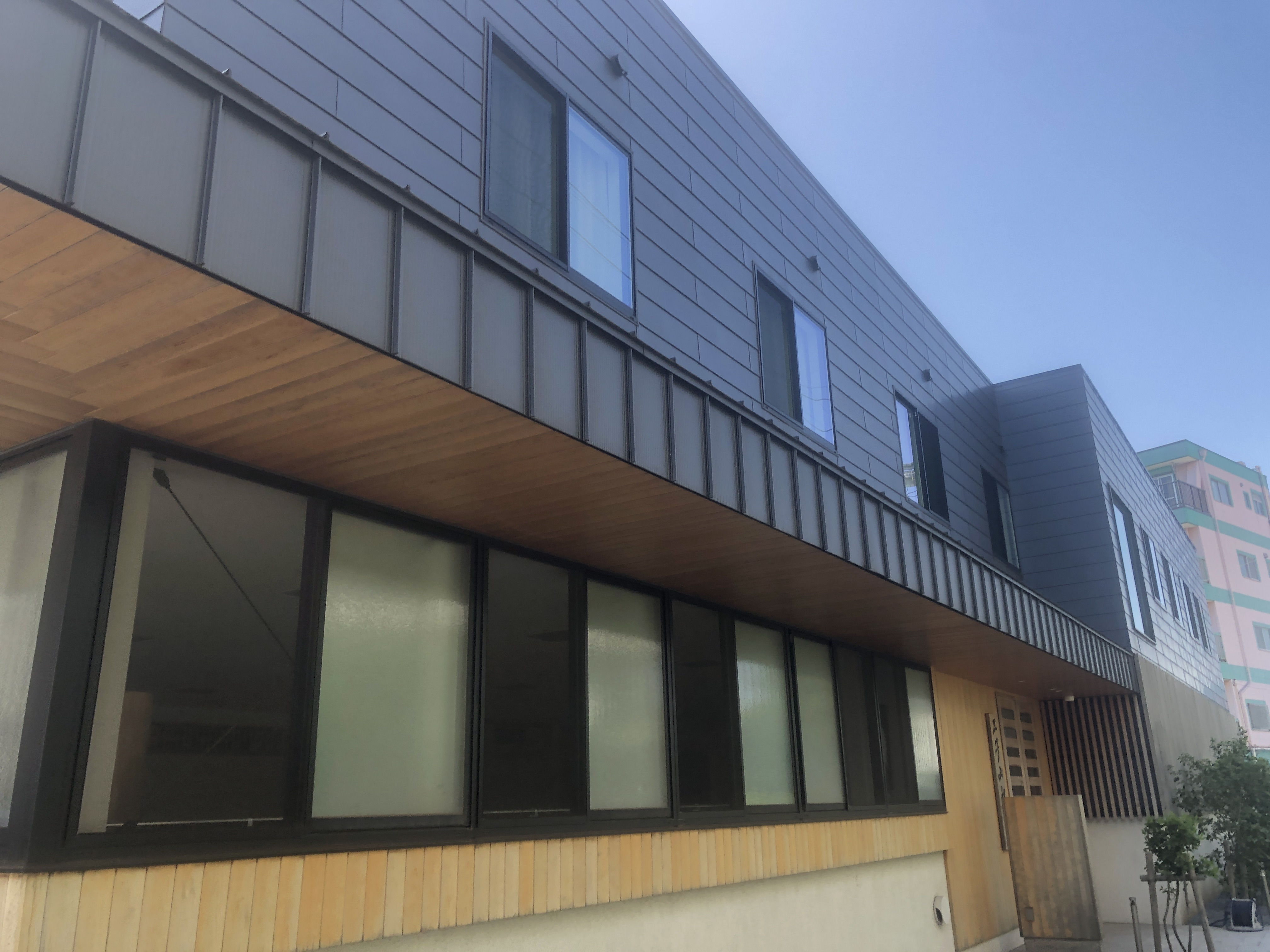

二子山部屋（ふたごやまべや）とは、日本相撲協会の相撲部屋。現在の部屋（14代）は出羽海一門に所属している。

## 歴史
2013年（平成25年）3月場所限りで現役を引退した元大関・雅山は、14代二子山を襲名して藤島部屋の部屋付き親方として後進の指導に当たっていたが、2018年（平成30年）4月1日付で内弟子6人を連れて藤島部屋から分家独立し、二子山部屋を創設した。2019年1月場所で狼雅が部屋初の各段優勝となる序ノ口優勝を果たした。2022年11月場所にて、狼雅が新十両昇進を果たした。
2018年の部屋創設当初は埼玉県所沢市に部屋を構えていたが、2021年（令和3年）5月場所前に同年3月場所を以て閉鎖された東関部屋が使用していた東京都葛飾区柴又の施設に移転した。東京場所での両国国技館までの移動の負担を軽減するための移転であるが、仲が良かった13代東関の遺志を引き継ぎ旧東関部屋の行っていた葛飾区の町興しにも貢献していきたいと14代二子山はコメントしている。

## 所在地
- 東京都葛飾区柴又2-10-13
  - 京成金町線柴又駅徒歩7～8分[5]

## 師匠
14代：二子山雅高（ふたごやま まさたか、大関・雅山、茨城）

## 力士

### 現役の関取経験力士
- 狼雅外喜義（前8・ロシア）14代弟子
- 生田目竜也（十5・栃木）14代弟子
- 三田大生（十14・栃木）14代弟子

## 旧・二子山部屋

### 沿革
1921年（大正10年）5月場所限りで引退した友綱部屋（前頭筆頭・初代海山）所属の元前頭筆頭・土州山役太郎が年寄・二子山を襲名して、友綱部屋より分家独立して二子山部屋を創設した。中立部屋（大関・伊勢ノ濱）が中立親方の死去で部屋が閉鎖された時には、後の幕内・灘ノ花、銚子灘らを一時預かり（彼らはその後出羽海部屋に移籍）、幕内・土州山好一郎らを育てたが、1947年（昭和22年）限りで二子山部屋を閉じた。
なお、5代二所ノ関を襲名した関脇・2代海山（第32代横綱・玉錦の師匠）は、友綱部屋に預けてあった内弟子を連れて二所ノ関部屋を創設したため、同系統とみなされて、二子山部屋の力士と二所ノ関部屋の力士との対戦はなかった。
弟子の土州山好一郎は高知県出身ということで同郷の横綱・玉錦の露払いなどを務め、引退後は年寄・大嶽を襲名したが部屋は興さなかった。

#### 師匠
- 8代：二子山役太郎（ふたごやま やくたろう、前頭1・土州山、高知）

#### 力士
前頭
- 土州山好一郎（前4・高知）8代弟子

### 45代横綱若乃花の二子山部屋
1962年に45代横綱若乃花が引退して10代二子山を襲名し、独立して興した部屋。